# Isturgia postnigrescens
Isturgia postnigrescens là một loài bướm đêm trong họ Geometridae.